# Break the Chains
Break the Chains – album polskiego zespołu Konkwista 88, wydany w 2002 roku przez Panzerfaust Records. Album utrzymany jest w klimacie hardcore.

## Lista utworów
Opracowano na podstawie materiału źródłowego.
1. "Invigilation"
2. "The Bloody Times"
3. "1000 Watt"
4. "Break the Chains"
5. "Czerwony zdrajca"
6. "Intifada"
7. "Save our Pride"
8. "Barbarzyński klan"
9. "Our Band"
10. "Zniszcz swój strach"
11. "Thor"
12. "In the Heart of Alabama"